# هم‌افزایی در رگرسیون
به‌طور کلی هم افزایی حالتی است که جمع تأثیر کل اعضا بیشتر از اثر جداگانهٔ هر کدام از آن‌ها می‌باشد.
هم افزایی در علم امار و یادگیری ماشین تأثیر بسیاری در تفسیر مدل‌ها دارد. 

## مسئله قرص لاغری و شربت لاغری
فرض می کنیم که برای کاهش وزن دو روش وجود دارد یکی استفاده از قرص لاغری و دیگری استفاده از شربت لاغری .
حال شما میتوانید برای کاهش وزن از قرص لاغری استفاده کنید و اثری معادل k1 کیلوگرم کاهش وزن در یک ماه داشته باشید و می توانید از شربت لاغری استفاده کنید و کاهش وزنی معادل با k2 کیلوگرم در یک ماه داشته باشید.
حال اگر شما همزمان از هر دو دارو استفاده کنید میتوان به کاهش وزنی بیش از k1+k2 کیلوگرم یا کمتر از آن رسید که این پدیده ناشی از تاثیرات دو قرص بر روی یکدگیر است که می توانند اثر یکدیگر را زیاد تر یا کمتر کنند و قرص لاغری و شربت لاغری بر روی یک دیگر اثر متقابل دارند . 

## مسئله فروش و تلویزیون و رادیو
فرض کنید ۱۰۰ هزار دلار بودجه در اختیار شرکتی تبلیغاتی می‌گذاریم و آن شرکت می‌تواند این ۱۰۰ هزار دلار را بین تبلیغ در تلویزیون و رادیو تقسیم کند و زمانی که این شرکت بودجه را بین تبلیغ در تلویزیون و رادیو تقسیم می‌کند بیش از زمانی فروش دارد که کل پول را صرف تبلیغ در تلویزیون یا رادیو کند.

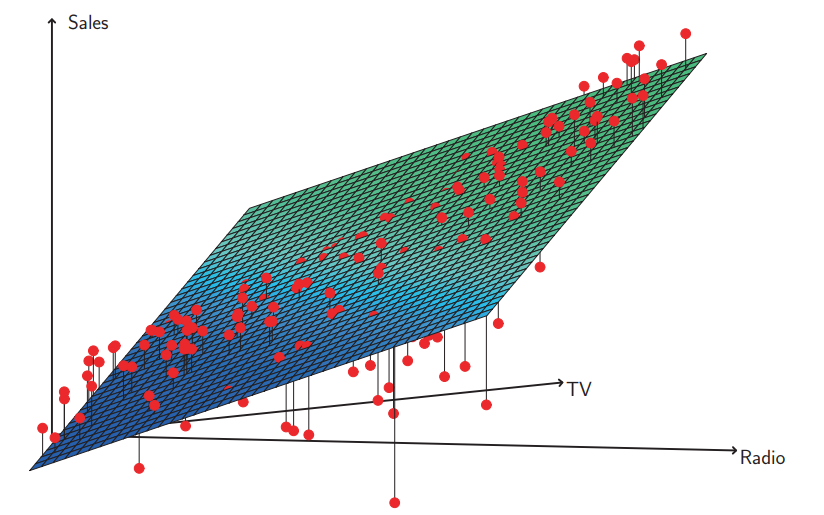
در شکل فوق هم افزایی میان تاثیر تلویزیون و رادیو شرح داده شده است.

برای مثال در شکل زیر واضح است اختصاص دادن ۵۰ هزار دلار به تبلیغات تلویزیون و ۵۰ هزار دلار تبلیغ رادیو اثری بیشتر از ۱۰۰ هزار دلار بر هر کدام از این دو دارد و بالاتر (میزان فروش) از ابرصفحهٔ موجود قرار می‌گیرد در حالی که اختصاص دادن ۱۰۰ هزار دلار به هر کدام از تلویزیون یا رادیو پایین‌تر (میزان فروش) از ابرصفحه قرار می‌گیرد.

## توضیح ریاضی
فرض کنید تأثیر فروش تلویزیون در تبلیغات را با {\displaystyle \beta _{1}} و میزان فروش ان را با {\displaystyle X_{1}} نشان دهیم و تأثیر فروش رادیو در تبلیغات را {\displaystyle \beta _{2}} و میزان فروش ان را با {\displaystyle X_{2}}  و عرض از مبدأ را با {\displaystyle \beta _{0}} حال میزان متغیر پاسخ ما برابر رابطه زیر می‌باشد:
{\displaystyle Y=\beta _{0}+\beta _{1}X_{1}+\beta _{2}X_{2}}
حال اگر تأثیر میزان فروش رادیو در تلویزیون را در رابطه دخیل کنیم به رابطهٔ زیر می‌رسیم:
{\displaystyle Y=\beta _{0}+\left(\beta _{1}+\beta _{3}X_{2}\right)X_{1}+\beta _{2}X_{2}}
که {\displaystyle \beta _{3}} میزان تأثیر فروش رادیو بر تلویزیون است. با ساده‌سازی از رابطه فوق به رابطه زیر می‌رسیم:
{\displaystyle Y=\beta _{0}+\beta _{1}X_{2}+\beta _{2}X_{2}+\beta _{3}X_{1}X_{2}}
همان‌طور که در رابطهٔ فوق مشهود است متغیری در رابطه وجود دارد که حاصل ضرب میزان فروش تلویزیون و رادیو است که معادل تعریف هم افزایی در امار و یادگیری ماشین می‌باشد.

همینطور اگر p-مقدار هر کدام از متغیر های اولیه {\displaystyle X_{1}} و {\displaystyle X_{2}} را در ابتدا برسی کنیم عدد پایین تری را نشان می دهد که دال بر تاثیر زیاد هر کدام از آن ها بر روی برازش است .
اما هنگامی که متغیر سوم که معادل{\displaystyle X_{2}}{\displaystyle X_{1}} می باشد را به برازش اضافه کنیم و p-مقدار آن را اندازه گیری کنیم .p- مقدار آن به شدت کم خواهد بود و p- مقدار متغیر های {\displaystyle X_{2}} و {\displaystyle X_{1}} نسبت به حالت قبل افزایش می یابند و بیشتر می شوند .